# Часовня Мариенклостер
Часовня Мариенклостер (нем. Kapelle Marienkloster) расположена в административном округе Дреммен города Хайнсберг (земля Северный Рейн-Вестфалия, Германия).

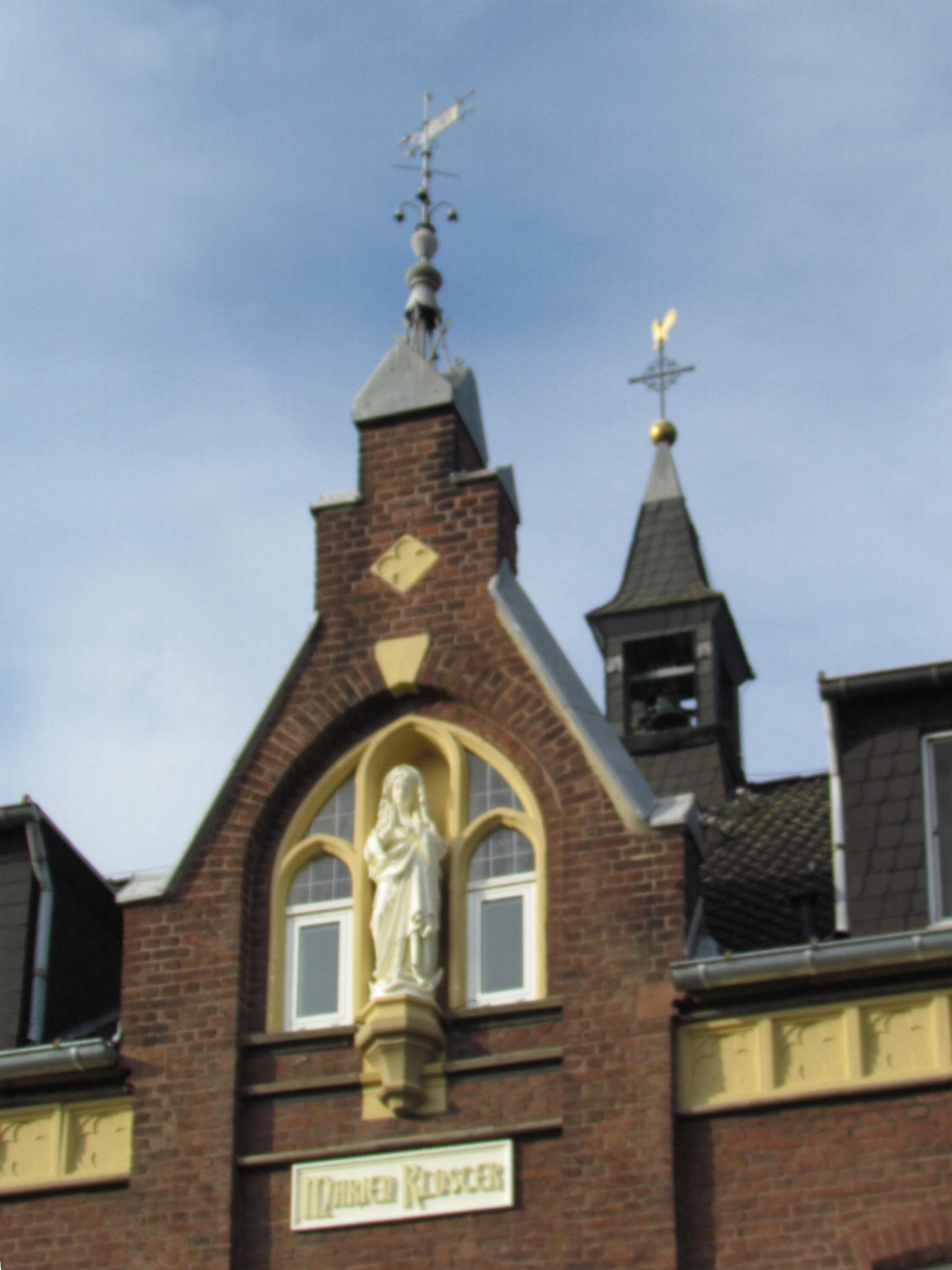
Фронтон Мариенклостера с колоколенкой

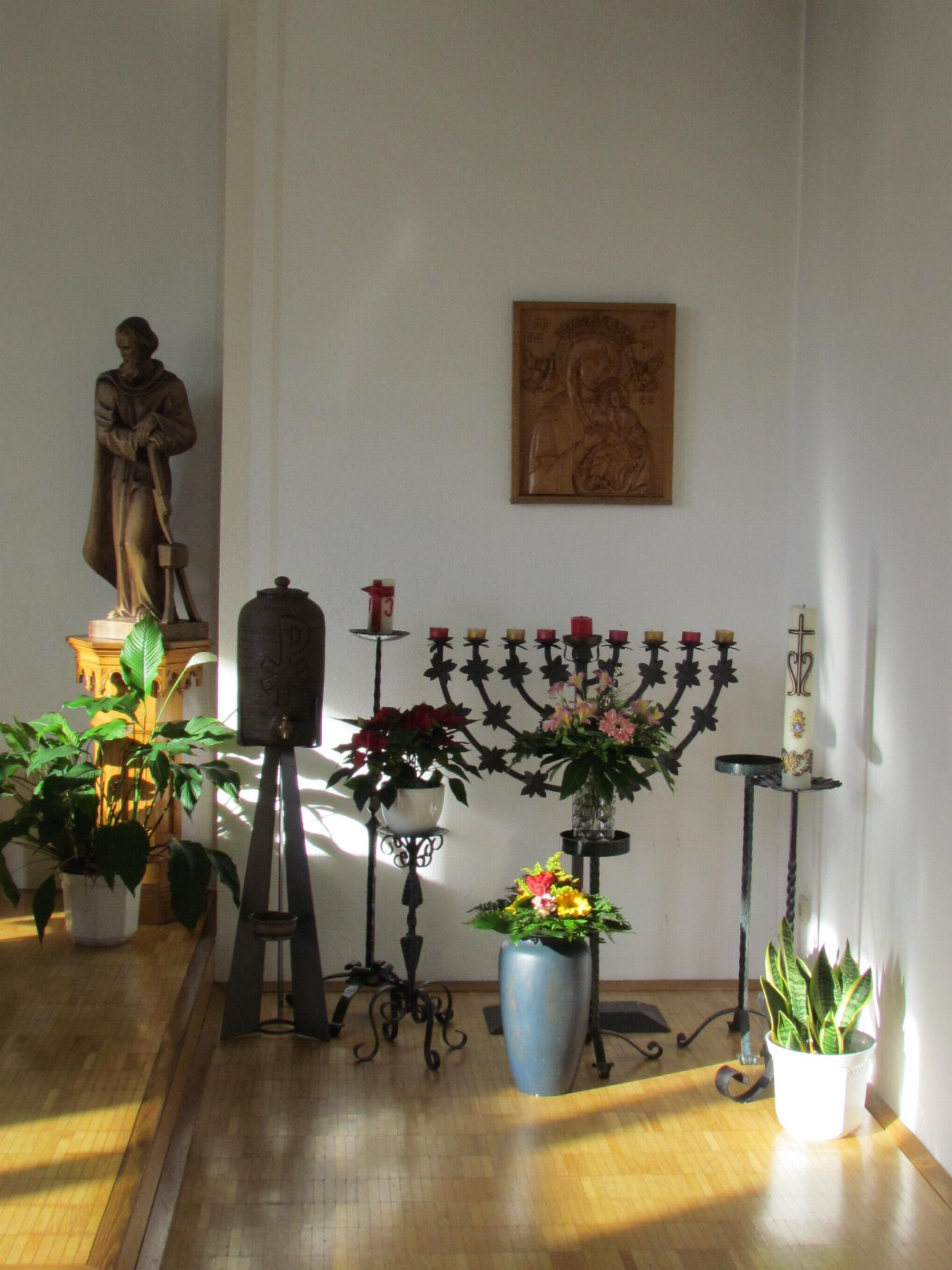
Часть часовни внутри

## Местоположение
Часовня является частью дома престарелых «Мариенклостер» округа Дреммен. Её адрес: 52525 Хайнсберг (Heinsberg), Моммертц-штрассе (Mommertzstraße), 15. Собственно часовня находится на втором этаже здания.

## История
Находившийся здесь ранее женский монастырь во имя девы Марии был основан по инициативе священника Готфрида Моммертца. Монастырь принадлежал католическому ордену целлитинок Св. Марии в Кёльне, специализировавшихся по уходу за больными. Камень в основание монастыря был заложен 18 сентября 1906 года, а освящение состоялось 8 декабря 1906 года. Пристройка здания для девушек, нуждающихся в больничном уходе, произошло в 1908/09 годах. Полная перестройка монастыря в дом престарелых была осуществлена в 1928 году. В 2010 году монахини покинули здание и возвратились в Кёльн.

## Архитектура
Бывший монастырь представляет из себя двухэтажное семиосное кирпичное здание. Ризалит фасада украшен треугольным фронтоном. Внутри фронтона установлена изготовленная в рост человека фигура Богородицы с надписью «Монастырь Марии» (Marien Kloster) немного ниже. Верхняя часть окон выполнена в виде лёгких арок. На центральной части конька крыши установлена малая храмовая башенка (сигнатурка) с небольшим колоколом. Сама часовня
находится на втором этаже. Прямоугольное помещение часовни поддерживается двумя колоннами.

## Специальное оснащение
- Башенка крыши служит колокольней и флюгером.
- В часовне установлен электронный орган.
- Имеются престол, дарохранительница (табернакль), несколько скульптур святых и пульт (подставка) для чтения Апостола и Евангелия.
- Рядом с часовней построен искусственный грот с фигурой Богородицы внутри.

## Пресса
- Heimatfreunde helfen Altenheim (Краеведы помогают дому престарелых) (нем.)
- Freundlichkeit ist nur schwer messbar (Доброта трудно измерима) (нем.)